# عاصفة من الحب (فلم)
عاصفة من الحب هو فيلم مصري أُصدر في عام 1961، بطولة صلاح ذو الفقار وناهد شريف، ومن تأليف وإخراج حسين حلمي المهندس.

## قصة الفيلم
نمو منافسة بين قبيلتي العبيدة والرزيقة، تطلب الأم من ابنها حامد أن يحرق زراعات الرزيقة بمناسبة إطلاق سراح أحد القتلة من السجن. يعتبر حامد من خيرة شباب القرية، وتود أمه أن تزوجه أجمل بناتها، لكن حامد يحب خالده وهي فتاة غجرية ترقص في أفراح القرية، ويحاول امتلاكها وهو يرقبها مع سيدها شريف، يواجه حامد معارضة من أسرته لانه يحب خالده، فيهربان معًا إلى المنزلة، حيث يعمل صيادًا بسيطًا، وينجح في بناء عش ضيق لحبهما، يزورهما الشيخ مبروك من وقت لآخر، لا يعرف أحد مخبأ العاشقين، يقرر شريف البحث عن خالده، لأنها كانت مصدر رزقه وعندما يصل إلى العش يزورهما في غياب زوجها، ويحاول إقناعها أن تذهب معه، تصدق كلامه وتقنع حامد أن علاقتهما قد انتهت. يعود حامد إلى القرية ويتزوج من زينب التي اختارتها أمه. بينما تبقى خالده في العش. وتقرر عدم استئناف حياتها الضالة. يساعدها الشيخ مبروك في موقفها، وتنهار صحتها بعد أن تلد ابنها، ويذهب الشيخ للبحث عن حامد الذي يأتى مسرعًا. وتموت بعد أن تقدم له ابنه. يعود حامد إلى القرية، وتعده زينب أن تربى الطفل.

## فريق العمل
- تأليف وإخراج: حسين حلمي المهندس
- إنتاج: السينمائيين المتحدين (عبد العزيز فهمي وشركاه)
- توزيع: المتحدة للسينما (صبحي فرحات)
- تصوير: عبد العزيز فهمي
- موسيقى تصويرية: فؤاد الظاهري

## طاقم التمثيل

### الشخصيات الرئيسية
- صلاح ذو الفقار بدور حامد
- ناهد شريف بدور خالده
- أمينة رزق بدور أم حامد
- عدلي كاسب بدور شريف
- وداد حمدي بدور صديقة خالده
- نادية الجندي بدور زينب
- محمد عثمان بدور والد زينب
- محسن حسنين بدور كبير قبيلة الرزايقة
- إبراهيم عمارة بدور شيخ الصيادين

### الشخصيات الثانوية
- لطفي عبد الحميد
- محمد حمدي
- محمد المغربي
- عبد الحميد بدوي
- محمود العربي
- فوزي درويش